# Newman Haas Racing (jeu vidéo)
Pour l'écurie, voir Newman/Haas Racing.
Newman Haas Racing est un jeu vidéo de course automobile développé par Studio 33 et édité par Psygnosis, sorti en 1998 sur PlayStation et Windows. Il prend pour cadre le championnat d'IndyCar Series de 1998 avec 16 pilotes et 11 pistes officielles. Il tire son nom de l'écurie de course Newman/Haas Racing.

## Pilotes disponibles
- Michael Andretti
- Mark Blundell
- Raul Boesel
- Patrick Carpentier
- Gil de Ferran
- Adrian Fernandez
- Christian Fittipaldi
- Robby Gordon
- Mauricio Gugelmin
- Bryan Herta
- Arie Luyendyk
- Roberto Moreno
- Scott Pruett
- André Ribeiro
- Jimmy Vasser
- Alessandro Zanardi

## Accueil
- Jeuxvideo.com : 9/20 (PC)[1]